# Christian Ernst Endter
Christian Ernst Endter, (* 16. August 1693 in Großmölsen; † 30. September 1775 in Altona) war ein Arzt und Schriftsteller in Hamburg und Altona.

## Leben
Endter wurde am 16. August 1693 in Großmölsen als Sohn des aus Schmalkalden gebürtigen dortigen Pastors Johann Balthasar Endter (1640–1705) geboren. Seine Jugend war geprägt vom frühen Tod des Vaters, die Familie mit zehn Kindern lebte danach in bitterer Armut.
Nach dem Schulbesuch in Quedlinburg wurde Endter 1729 Münzinspektor des Herzogtums Sachsen-Eisenach mit Dienstsitz in Eisenach.
Da ihm das Leben bei Hofe nicht zusagte, begann er, sich im Selbststudium mit der Medizin zu beschäftigen, um mit diesen Kenntnissen Armen zu helfen. Als er hierin seine eigentliche Berufung feststellte, begann er, systematisch Privatunterricht bei erfahrenen Ärzten zu nehmen. Die pharmazeutischen Experimente, die er in seinem Arbeitszimmer als Münzinspektor nebenbei durchführte, trugen ihm eine Anzeige seines Münzmeisters ein.
Er hält es schließlich nicht mehr in seiner Stellung aus und es gelingt ihm der Wechsel nach Hamburg, wo er 1730 Agent des Herzogs von Sachsen-Eisenach wird. Diese Position bekleidete vor ihm kein Geringerer als Georg Philipp Telemann, der die Stelle aus finanziellen Gründen aufgab.
Endter nutzt die Stellung als herzoglicher Agent, um weiter seinen medizinischen Studien nachzugehen. Nach der Geburt seiner Söhne Christian Friedrich (später Organist in Buxtehude und Altona) und Conrad Ernst (später Arzt in Buxtehude) zieht Endter 1733 auf den Hamburger Berg, das heutige St. Pauli, wo er seine Tätigkeit als praktischer Arzt beginnt.
Aus seinen veröffentlichten Fallbeschreibungen ist ersichtlich, dass er überwiegend einfache Menschen behandelte: Arbeiter, Bauern und viele Handwerker, aber auch Kaufleute und Händler werden genannt. Daneben gilt Endters Augenmerk den Armen. Er habe, schreibt er, es sich zur Verpflichtung gemacht, jeden Tag drei Arme umsonst zu behandeln und mit Medikamenten zu versorgen.
1741 veröffentlichte Endter das erste seiner elf Bücher und zieht in das benachbarte Altona, wo er seine ärztliche Tätigkeit fortsetzt. Nach dem Tod seiner ersten Frau heiratete Endter 1768 im Alter von 74 Jahren ein zweites Mal. Er stirbt am 30. September 1775 in Altona im Alter von 82 Jahren.

## Berühmte Patienten
Zu seinen prominenten Patienten zählte Endter nach eigenen Angaben Herzogin Anna Sophie von Sachsen-Eisenach, die Frau des Herzogs Wilhelm-Heinrich, Landgraf Karl von Hessen-Philippsthal und sogar Kaiser Karl VII.

## Werk und Bedeutung
Christian Ernst Endter gehört sicherlich nicht zu den bekanntesten Persönlichkeiten der deutschen Medizingeschichte, doch sein elf Titel umfassendes schriftstellerisches Werk und sein höchst ungewöhnlicher Weg zum Arztberuf machen es lohnend, sich mit ihm zu beschäftigen.
Seine Schriften zeigen den Versuch eines nicht- bzw. selbststudierten Praktikers, einen Beitrag zur Weiterentwicklung der Medizin zu leisten, indem er sein Wissen veröffentlichte. Endter, den manche unter die Kurpfuscher einreihen und der dennoch in Fürstenhäusern erfolgreich tätig ist, tritt mit seinem Werk aus der grauen Masse der unstudierten Medizinpraktiker heraus, indem er versucht, sein Wissen weiterzugeben. Dabei zeugt er von unerwartet hohem ärztlichen Ethos und einem Forschungs- und Bildungsdrang, wie er gemeinhin dieser Gruppe von Medizinern wohl kaum zugetraut wird.
Sein ungewöhnliches Leben zeigt einen Mann zwischen zwei Zeitaltern, zwischen Barock und Aufklärung, zwischen Humoralpathologie und neuen Ideen, der engagiert Stellung bezieht gegen die Missstände seiner Zeit. Wenn sein medizinisches Werk auch nicht sehr bedeutend ist, so wirft es doch Licht auf einen Teil der deutschen Medizingeschichte.

## Werke
Zwischen 1741 und 1770 publizierte Endter, oft auf eigene Kosten, insgesamt elf Bücher, von denen neun bis heute erhalten sind. Mindestens drei der Werke wurden mehrfach aufgelegt, eines ins Schwedische übersetzt.
Sechs der Bücher waren rein medizinische Fachwerke, die sich an andere Ärzte wandten. Eine Publikation ist eine Verteidigungsschrift, in der er sich gegen einen kritischen Kommentar zur Wehr setzt. Zwei Veröffentlichungen beschäftigen sich mit dem ärztlichen Berufsstand und der Medizin im Allgemeinen, während zwei weitere Bücher sich an ein breites Laienpublikum wenden, um es über Nutzen und Möglichkeiten gesunder Lebensführung aufzuklären. Die zuletzt genannte Gruppe verfasste Endter unter Pseudonymen.
Die wichtigsten alten Ausgaben im Originaltext:
- „Ausführlicher Bericht von den schmerzhaften Gliederkrankheiten, als nemlich: Gicht, Podagra, Chirargra, Malo ischiatico, und was dem anhängig“, Selbstverlag, gedruckt bei J.A.Hiltemann, 1. Aufl., Frankfurt 1741, 189 S. (1750 ins Schwedische übersetzt)

- „Sammlungen von verborgenem und offenem Krebs, Noli me tangere, Wolf, Fisteln und um sich fressenden Schäden“, gedruckt bei Ph. Ludwig Stromer, Hamburg 1745, 752 S., 2. Auflage Hamburg 1753

- „Das große Elend und Verderben unter den Christen, durch Bier, Wein und Brandtwein, wann solche Getränke nicht recht bereitet und genossen werden“, unter dem Pseudonym Cyriacus Ericus Erdmann, Frankfurt 1751, 104 S.

- „Kurzer Begriff von der uralten und allerneuesten innerlichen und äußerlichen wahren Heilkunst, vermöge derselben alle dem menschlichen Leibe zustoßende Krankheiten mit leichter Mühe curiret werden können; deme sind beigefüget echte und rechte Mittel, nebst glaubwürdigen Zeugnissen, wie auch eine Zugabe von falschen Getränken, welche vor der Zeit zu Grabe führen“, gedruckt bei Hertel, Hamburg 1753, 318 S.

- „Die hellscheinende Brille vor diejenigen, welche solche bei gesunden und kranken Tagen nöthig haben,  sonderlich durch dieselbe die wahren Ärzte, ihre Notwendigkeit und hohe Würde zu erkennen, wie auch  der Pfuscher und der Quacksalber ihre bösen Werke, wodurch die resp. Könige und Fürsten einen unersetzlichen Schaden leiden, und ihre getreuen Unterthanen um die Gesundheit und ihr Geld kommen, folglich vor der von Gott bestimmten Zeit zu Grabe gebracht werden. Aus herzlichem Mitleid und zur Erhaltung derer alleredelsten Geschöpfe Gottes präsentiert.“, gedruckt bei Hertel, Hamburg 1756, 246 S.

- „Gründliche Widerlegung, daß des Herrn Raths und Doctoris Ailhouds, schwarzes Purgir-Pulver, nach seinem Vergeben, unmöglich eine Universalarzney, oder, ein allgemeines Hülfsmittel wider alle Krankheiten seyn könne“, Frankfurt 1757, 105 S.

- „Die hohe Würde wahrer Ärzte, deren Kunst eine der alleredelsten, wichtigsten, nöthigsten und ein träglichsten vor Könige und Fürsten ist, welche auch von ihren hohen Vorfahren derart geliebet worden, daß sie, zum Theil sich selbst, nebst ihren Gemahlinnen, getreuen Räthen, Amtleuten, Bürgermeistern, Rathsherren, wie auch Priestern, darin geübet, und die gemachten Medicamenta unter die Dürftigen austheilen lassen. Die Zugabe handelt 1. von der Verbesserung einiger Medikamente, 2. von Urin- und Universal-Narven, 3. von falschen Getränken, welche die Menschen zu frühzeitig tödten, 4. von  Zufällen, die vor unheilbar geachtet werden, und doch nicht sind, 5. von der so nöthigen Gemüthsruhe, und rechten Pflege bei Kranken, 6. von der Undankbarkeit und schlechten Bezahlung an die Medicos.“, Frankfurt und Leipzig 1760, 86 S.

- „Das hundertjährige Alter, welches ein Mann und zwey Frauens, durch Gottes Gnade zurückgelegt haben, die alle drey noch am Leben sind. Es wird zugleich Rath und That gegeben, wie man bei ordentlicher  Lebensart, Gemüthsruhe und mäßiger Arbeit, nach dem Exempel unserer Väter, auch sehr alt werden, und  Kindes-Kindes-Kinder erleben könne, und zwar nach dem Willen des allerhöchsten, der alles bis auf seine bestimmte Zeit erhält“, 1. Auflage unter Pseudonym: “Chrysostomus Erasmus Ehrlichmann”, Frankfurt und Leipzig 1761, 114 S., 2. Auflage ebd. 1764 unter eigenem Namen

- „Die längstgewünschte Cur des so fürchterlichen und von vielen vor unheilbar gehaltenen Scharbocks, durch wenige, doch gewisse, sichere, und gar nicht kostbare Mittel“, bei Hertels sel. Witwe u. Gleditsch, Hamburg 1764, 176 S.

- „Abgenöthigte Antwort und Defensions-Schrift an die neuen, in Berlin sich befindenden Schriftsteller, welche in ihrer Allgemeinen Deutschen Bibliothek mich an meiner Ehre gekränket, und mein Scharbocks-Büchlein ohne Ursache getadelt haben“, Altona 1767 (verschollen)

- „Nachklang in die Arzeney Schule wegen falscher und giftartiger Mittel, welche bishero von Pfuschern, zum unersetzlichen Schaden derer respective Könige und Fürsten, und eines jeden insbesonderheit, gebraucht worden sind“, bei Caspar Christoph Eckstorff, Altona 1770, 112 S.